# Rebus per un assassinio
Rebus per un assassinio (Winter Kills) è un film del 1979 diretto da William Richert.

## Trama
Tim Kegan, presidente degli Stati Uniti, viene ucciso nel 1960 a Filadelfia da uno o più assassini.
Diciannove anni dopo il caso si riapre con la cattura di uno dei suoi presunti assassini e misteriosamente ucciso. L'accaduto spinge Nick, il giovane fratello del presidente ucciso, ad interrogarsi sull'accaduto spinto anche da una pseudo-giornalista Ivette Malone. Dopo la scomparsa di quest'ultima, di cui nessuno ha mai sentito parlare, e l'infittirsi del mistero Nick s'avvicina sempre più ad una verità troppo grande per essere scoperta.